# Óscar Figueroa

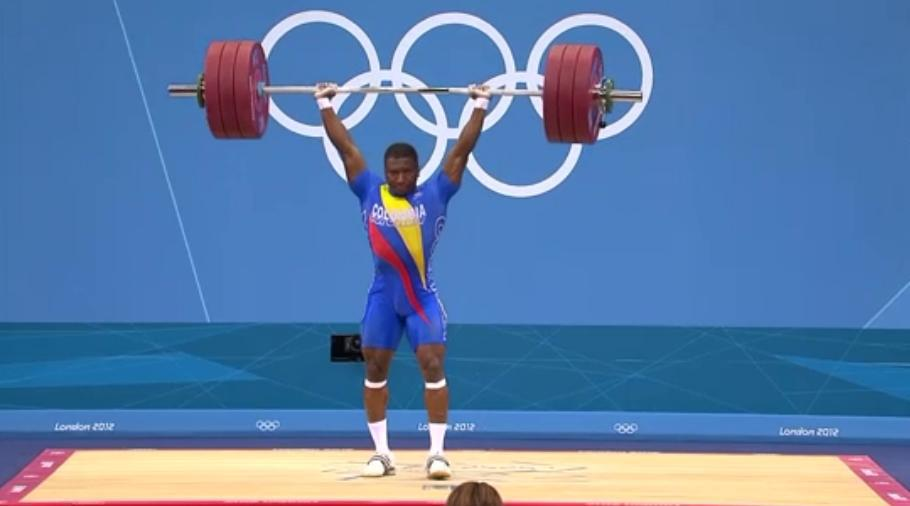
Óscar Figueroa bei den Olympischen Spielen 2012

Óscar Albeiro Figueroa Mosquera (* 27. März 1983 in Zaragoza, Departamento de Antioquia, Kolumbien) ist ein kolumbianischer Gewichtheber. Er gewann bei den Olympischen Spielen 2012 eine Silbermedaille im Federgewicht und 2016 eine Goldmedaille.

## Werdegang
Óscar Figueroa wuchs in Zaragoza auf. 1992 verzogen seine Eltern mit ihm nach Cartago im Valle del Cauca, weil in Zaragoza auf Grund des Bürgerkrieges die Lage unerträglich geworden war. In Cartago betätigte er sich als Jugendlicher in verschiedenen Sportarten wie Fußball, Basketball, Karate und Gewichtheben, bei dem er schließlich blieb. Zwischenzeitlich gehört der 1,65 Meter große Athlet dem Sportclub Liga Vallecaucana de Halterofia an und wird bzw. wurde von Jaiber Manajarrez und Óswaldo Pinilla trainiert.
Seinen ersten internationalen Wettkampf bestritt er bei der Junioren-Weltmeisterschaft (U 20) in Prag. Er startete dort im Bantamgewicht und erreichte mit 245 kg (110–135) im Zweikampf einen guten 5. Platz. 2001 war er bei der Junioren-Weltmeisterschaft (U 20) in Thessaloniki aber weitaus erfolgreicher, denn er wurde dort im Bantamgewicht Junioren-Weltmeister. Seine Leistung betrug im Zweikampf 260 kg (117,5–142,5). 2002 konnte er bei der Junioren-Weltmeisterschaft (U 20) in Havirov diesen Titel nicht verteidigen. Er hob im Zweikampf wieder 260 kg (122,5–137,5), mit denen er auf den 3. Platz kam.
2003 war Óscar Figueroa verletzt und konnte keine Wettkämpfe bestreiten. Bei den Olympischen Spielen 2004 in Athen war er aber wieder einsatzbereit und steigerte sich dort im Bantamgewicht auf 280 kg (125–155). Mit dieser Leistung belegte er den 5. Platz. Der Sieger Halil Mutlu aus der Türkei erzielte 295 kg (135–160). 2004 wurde Óscar Figueroa auch erstmals kolumbianischer Meister. 2005 war Óscar Figueroa wieder verletzt und leistete in diesem Jahr seinen Militärdienst ab.
Seit 2006 startet er im Federgewicht. In dieser Gewichtsklasse gelang ihm bei der Weltmeisterschaft dieses Jahres in Santo Domingo gleich ein großer Erfolg. Er erzielte im Zweikampf 297 kg (137–160) und gewann damit hinter Qiu Le aus China, der auf 308 kg (140–168) kam, die Silbermedaille.
In den Jahren 2007 und 2009 gewann Óscar Figueroa bei den Weltmeisterschaften in Chiang Mai/Thailand und in Goyang keine Medaillen, die er beide Male mit 4. Plätzen im Zweikampf knapp verpasste. 2007 erzielte er im Zweikampf 295 kg (135–160) und 2009 307 kg (139–168). Auch zu Medaillen in den Einzeldisziplinen Reißen und Stoßen kam er in diesen Jahren nicht. Ganz besonderes Pech hatte er bei den Olympischen Spielen 2008 in Peking. Im März 2008 siegte er in Callao/Peru bei den Panamerikanischen Meisterschaften im Federgewicht mit einer Zweikampfleistung von 304 kg (137–167), ohne sich voll auszugeben. Aus diesem Grund hatte er sich für Peking sehr viel vorgenommen und im Training mit 178 kg einen persönlichen Rekord im Stoßen erzielt. Beim Aufwärmen vor dem Wettkampf brach bei ihm jedoch eine alte Handverletzung wieder auf, so dass er den Wettkampf nicht aufnehmen konnte.
Auch an der Weltmeisterschaft 2010 konnte Óscar Figueroa verletzungsbedingt nicht teilnehmen. Bei der Weltmeisterschaft 2011 in Paris war er aber wieder am Start und kam dort im Federgewicht mit 308 kg (138–170) wieder auf den undankbaren 4. Platz. Einen Monat vorher hatte er bei den Panamerikanischen Spielen in Guadalajara als Sieger des Federgewichts mit 312 kg (137–175) einen persönlichen Rekord aufgestellt.
2012 siegte er bei der Panamerikanischen Meisterschaft in Antigua/Guatemala, mit 64,5 kg Körpergewicht knapp im Leichtgewicht stehend, mit einer Zweikampfleistung von 330 kg (145–185). Damit deutete er ganz nachhaltig auf seine Ambitionen bei den Olympischen Spielen in London hin. In London konnte er diese Hoffnungen auch erfüllen, denn er gewann im Federgewicht mit 317 kg (140–177) hinter Kim Un-guk aus Nordkorea, der auf 327 kg (153–174) kam, die Silbermedaille.
Bei der Weltmeisterschaft 2013 in Wrocław konnte Óscar Figueroa wieder überzeugen. Er erzielte dort im Zweikampf 316 kg (139–177) und kam damit auf den 3. Platz. Mit seiner Leistung im Stoßen von 177 kg wurde er sogar Weltmeister in dieser Disziplin.

## Internationale Erfolge
| Jahr | Platz  | Wettbewerb                                          | Gewichtsklasse | Ergebnisse |
| 2000 | 5.     | Junioren-WM (U 20) in Prag                          | Bantam         | mit 245 kg (110–135); Sieger: Chu Xiwang, China, 280 kg (125–155)                                                                                      |
| 2001 | 1.     | Junioren-WM (U 20) in Thessaloniki                  | Bantam         | mit 260 kg (117,5–142,5), vor Makar Tamrasjan, Armenien, 237,5 kg (105–132,5) und Ertan Isbara, Türkei, 237,5 kg (110–127,5)                           |
| 2002 | 3.     | Junioren-WM (U 20) in Havirov                       | Bantam         | mit 260 kg (122,5–237,5), hinter Yassen Stojanow, Bulgarien, 265 kg (117,5–147,5) und Jadi Setiadi, Indonesien, 260 kg (115–145)                       |
| 2004 | 5.     | OS in Athen                                         | Bantam         | mit 280 kg (125–155); Sieger: Halil Mutlu, Türkei, 295 kg (135–160) vor Wu Meijin, China, 287,5 kg (130–157,5)                                         |
| 2006 | 2.     | WM in Santo Domingo                                 | Feder          | mit 297 kg (137–160), hinter Qiu Le, China, 308 kg (140–168), vor Diego Fernando Salazar, Kolumbien, 291 kg (127–164)                                  |
| 2007 | 4.     | WM in Chiang Mai/Thailand                           | Feder          | mit 295 kg (135–160), hinter Yang Fang, China, 315 kg (142–173), Im Kong-Su, Nordkorea, 315 kg (142–173) und Iwanlo Filow, Bulgarien, 301 kg (138–163) |
| 2008 | 1.     | Panamerikanische Meisterschaft in Callao/Peru       | Feder          | mit 304 kg (137–167), vor Diego Salazar, 302 kg (137–165) und M. Ruiz Lazaro, Kuba, 284 kg (124–160)                                                   |
| 2008 | unpl.  | OS in Peking                                        | Feder          | Aufgabe wegen Verletzung beim Aufwärmen; Sieger: Zhan Xiangxiang, China, 319 kg (143–176) vor Diego Salazar, 305 kg (138–167)                          |
| 2009 | 1.     | Bolivianische Spiele in Sucre/Bolivien              | Feder          | mit 307 kg (137–170) |
| 2009 | 4.     | WM in Goyang                                        | Feder          | mit 307 kg (139–168), hinter Ding Jianjun, China, 316 kg (146–170), Eko Yuli Irawan, Indonesien, 315 kg (140–175) und Yang Fang, 314 kg (144–170)      |
| 2011 | 1.     | Panamerikanische Spiele in Guadalajara              | Feder          | mit 312 kg (137–175), vor Jesus Antonio Lopez Sanchez, Venezuela, 296 kg (130–166) und Diego Salazar, 292 kg (132–160)                                 |
| 2011 | 4.     | WM in Paris                                         | Feder          | mit 308 kg (138–170) hinter Zhang Jie, China, 321 kg (145–176), Kim Un-guk, Nordkorea, 320 kg (150–170) und Eko Yuli Irawan, 310 kg (139–171)          |
| 2012 | 1.     | Panamerikanische Meisterschaft in Antigua/Guatemala | Leicht         | mit 330 kg (145–185), vor Antonio Sanchez Rivero, Venezuela, 323 kg (149–174)                                                                          |
| 2012 | Silber | OS in London                                        | Feder          | mit 317 kg (140–177) hinter Kim Un-guk, 327 kg (153–174) und vor Eko Yuli Irawan, 317 kg (145–172)                                                     |
| 2013 | 3.     | WM in Wrocław                                       | Feder          | mit 316 kg (139–177), hinter Chen Lijun, China, 321 kg (146–175) und Kim Un-guk, 320 kg (150–170)                                                      |
| 2016 | 1.     | OS in Rio de Janeiro                                | Feder          | mit 318 kg, vor Eko Irawan, Indonesien, 312 kg und Farkhad Kharki, Kasachstan, 305 kg                                                                  |

## WM-Einzelmedaillen
- WM-Goldmedaillen: 2013/Stoßen
- WM-Silbermedaillen: 2006/Reißen

Erläuterungen
- alle Wettkämpfe im Zweikampf, bestehend aus Reißen und Stoßen
- OS = olympische Spiele, WM = Weltmeisterschaft
- Bantamgewicht, Gewichtsklasse bis 56 kg, Federgewicht, bis 62 kg und Leichtgewicht, bis 69 kg Körpergewicht